# 富樫家俊
富樫 家俊（とがし いえとし）は、安土桃山時代の武将。佐久間盛政の家臣。押野後藤家の祖という。
富樫泰俊の三男として誕生。天正2年（1574年）、越前国金津にて、父・泰俊夫妻とその子である稙春・天易侍者は討死したが、9歳の家俊だけは家臣団に守られながら逃げ延び、名を後藤弥右衛門と改めて加賀国押野村字清水の郷士になったという。その後、佐久間盛政に仕えて戦功を挙げ、天正9年（1581年）に300石の所領を与えられた。
子の藤右衛門は、加賀藩三代前田利常の大坂の陣出兵での戦功が認められて元和2年（1616年）に加賀藩の十村肝煎となり、子孫は代々その役目を担い、維新後も旧押野村（現金沢市・野々市市）の村長を務めたという。
押野後藤家初代の諱については、昭和末期から平成期にかけて、従来の家俊説に代わって、宗俊説を採用する文献が見受けられるようになった。これは、9代安兵衛の時代に草書体で書かれた家系図の初代名が、「宗俊」とも読めることに因っている。ここでは、江戸初期に3代太兵衛によって書かれたと伝わる家系図のとおり、初代名を「家俊」とした。

江戸初期に作成された家系図